# غابور باشمان
غابور باشمان (بالمجرية: Bachman Gábor)‏ هو مهندس معماري مجري، ولد في 24 يونيو 1952 في بيتش في المجر.

## وصلات خارجية
- الموقع الرسمي